# Lac subglaciaire
Ne doit pas être confondu avec Lac glaciaire, Lac proglaciaire, Lac supraglaciaire ou Lac souterrain.

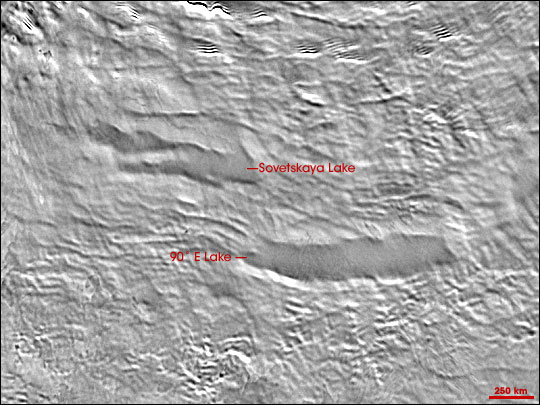
Image satellitaire d'une région de l'Antarctique prise par MODIS ; les deux formes ovales gris sombre correspondent à des dépressions de la surface de la glace délimitant les côtes de deux lacs subglaciaires situés à plusieurs milliers de mètres de profondeur, le lac Sovetskaïa et le lac de 90° est.

Un lac subglaciaire ou lac sous-glaciaire est un lac situé sous un glacier, typiquement une calotte glaciaire ou un inlandsis. On connaît de nombreux lacs subglaciaires mais le lac Vostok en Antarctique est de loin le plus grand de ceux-ci.

## Caractéristiques
L'eau sous la glace reste liquide grâce au réchauffement géothermique qui contrebalance la perte de chaleur à la surface de la glace. La pression élevée abaisse le point de fusion de la glace, l'eau pouvant ainsi demeurer liquide à des températures inférieures à 0 °C. Le plafond du lac subglaciaire se situera au niveau où le point de fusion de la glace en fonction de la pression (elle-même fonction de la profondeur) intersecte le gradient de température (la variation de température en fonction de la profondeur, due au réchauffement géothermique). Dans le cas du lac Vostok, la glace au-dessus du lac est ainsi bien plus épaisse que la couverture glaciaire autour du lac.

## Exemples

### Antarctique

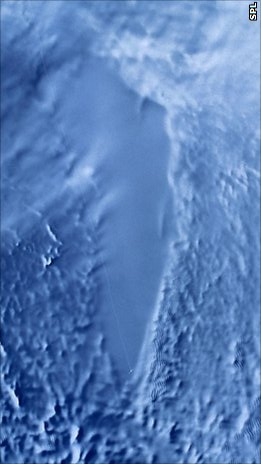
Vue satellite du lac Vostok par imagerie radar ; le lac est discernable grâce à la zone plate de la surface de la calotte glaciaire située au-dessus de lui.

L'Antarctique possède de nombreux lacs subglaciaires ; plus d'une centaine sont connus (145 en 2005, plus de 400 en 2009), la plupart d'entre eux ayant été découverts grâce au satellite ICESat.
Les premières découvertes ont été faites lors de sondages radar (au sol ou par avion volant à basse altitude) aux fins d'étudier le relief du continent. Les échos révélaient la présence d'eau liquide sous la glace, avec une caractéristique particulière : la surface de l'eau n'était pas horizontale mais présentait une pente d'une direction opposée à celle de la surface de glace la surplombant. Les spécialistes expliquent cette inclinaison par le poids de la calotte de glace qui comprime davantage le lac lorsqu'elle est plus épaisse. 
Les lacs situés à l'intérieur du continent ont tendance à être statiques. En revanche, de nombreux lacs côtiers connaissent des changements significatifs au cours des années, mis en évidence par l'augmentation ou la diminution de l'altitude de la calotte les recouvrant qui peut varier d'une dizaine de mètres en seulement quelques mois ; certains lacs sont connectés entre eux par des tunnels de plusieurs centaines de kilomètres de long, sous la glace.
Le premier lac sous-glaciaire antarctique formellement identifié, en 1970, est le lac Sovetskaïa, d'une surface de 1 600 km2.
Le plus grand lac subglaciaire antarctique est le lac Vostok. Situé sous 4 000 m de glace, il mesure 250 km de long et 50 km de large, une taille comparable à celle du lac Ontario. Profond de plus de 800 m au maximum, il contient même une île en son centre.
Début 2013, deux lacs subglaciaires de l'Antarctique, le Vostok et le Whillans sont atteints par des forages, respectivement par une équipe russe et une équipe américaine. Les premières analyses semblent montrer la présence de vie bactérienne mais des analyses et prélèvements complémentaires sont nécessaires pour infirmer ou confirmer ces découvertes.

### Lacs extraterrestres
Il est possible qu'Europe et Ganymède, satellites de Jupiter, possèdent des océans subglaciaires. Cette couche d'eau serait conservée à l'état liquide par la chaleur provoquée par les forces de marée de Jupiter.
En juillet 2018, un lac subglaciaire est découvert par le radar MARSIS de la sonde Mars Express, 1,5 km sous la calotte polaire australe de Mars et s'étendant latéralement sur environ 20 km. C'est le premier volume d'eau permanente identifié sur la planète,,,.